# Fotofuck
Fotofuck, ook wel feauteaufuck of feauteauf*ck, is een Nederengels woord voor een (meestal met computerprogramma's) aangepaste foto. Het woord is opgebouwd uit het Nederlandse foto en het Engelse to fuck (with) (in deze betekenis: ergens mee rommelen, aanpassen).
De bedoeling van een fotofuck is het aanpassen van beeldmateriaal rond een bepaald thema. De bekendste Nederlandstalige websites met fotofucks waren GeenStijl en retecool.com, die elke vrijdag een nieuwe fotofuck-ronde hebben. Retecool en lekkerbelangrijk.com waren de eerste Nederlandse websites met het fenomeen fotofuck met de gezamenlijke photoshop wedstrijd "Reet & LB's Fotofuck Vrijdag". GeenStijl kopieerde later het concept onder de naam feauteaufuck, maar stopte er in 2007 mee. Retecool zegt zelf haar Foto Fuck Vrijdag gebaseerd te hebben op de Photoshop Phriday van Somethingawful.com.
Meestal wordt op de donderdag in een aankondiging het thema aangegeven waarna deelnemers zich uitleven om vrijdag zo snel mogelijk hun fotofuck op de weblog te plaatsen. (plaatsingen op vrijdag om 00:00 uur zijn geen uitzondering).

## Thema's
Het thema is per week verschillend. Meest voorkomend is een recent nieuwsitem; maar ook politieke gebeurtenissen, een vrije opdracht of zelfs een basisfoto zijn mogelijk. Een opdracht met basisfoto verplicht de deelnemers een fotofuck te maken op basis van een bij de aankondiging geplaatste foto.